# Letopisi Frankovskega kraljestva
Letopisi Frankovskega kraljestva (latinsko Annales regni Francorum), imenovani tudi Veliki lorški letopisi (latinsko Annales Laurissenses maiores) so niz letopisov, napisanih v latinščini v karolinški Franciji. V njih se je leto za letom beležilo stanje v monarhiji od leta 741 (smrt Karla Martela) do leta 829 (začetek krize Ludvika Pobožnega). Njihovo avtorstvo ni znano, čeprav je Wilhelm von Giesebrecht domneval, da je bil avtor zgodnjega dela letopisov, ohranjenega v prepisu v opatiji Lorsch, Arno iz Salzburga. Domneva se, da so Letopise po delih sestavili različni avtorji in jih nato sestavili.
Globina znanja o dvornih zadevah nakazuje, da so dogodke beležile osebe blizu kralju,  nepripravljenost komentiranja frankovskih porazov pa kaže, da so jih nameravali uporabiti za karolinško propagando. Četudi so letopisi napisani  v korist Frankov, ostajajo ključni vir podatkov o politični in vojaški zgodovini vladavine Karla Velikega.
Prepise Letopisov  je mogoče na podlagi dodatkov in popravkov besedila razvrstiti v pet razredov. Pisanje kronik so nadaljevali in jih vključili v zahodnofrankovske Sanbertinske letopise (Annales Bertiniani) ter v vzhodnofrankovske Fuldske letopise (Annales Fuldenses)  in Ksantenske letopise (Annales Xantenses).

## Vsebina
Letopisi na kratko opisujejo dogodke v posameznem letu, s poudarkom na dejanjih  karolinških monarhov. Nekaj let je izpuščenih. Začnejo se s poročilom o vzponu Pipina Malega do detronizacije merovinškega kralja Hilderika III. Letopisci so posvečali posebno pozornost vojaškim pohodom karolinških kraljev, njihova dejanja pa opravičevali s pripovedmi o karolinškem ohranjanju miru in osvajanju v imenu širjenja krščanske vere. Strmoglavljenje Merovingov je prikazano kot legitimen prenos kraljeve oblasti med dinastijama, s poudarkom na karolinški pripadnosti frankovskim izročilom in odobravanju dejanj papeža Zaharije v tej zadevi.
Od dejanj kraljev Pipina Malega, Karla Velikega in Ludvika Pobožnega so najbolj podrobno opisana dejanja Karla Velikega, ki zajemajo njegove zmage proti Sasom, Bretoncem in drugim ljudstvom. Poročilo o pohodu Karla Velikega proti Sasom je opazno tudi zaradi ene od redkih ohranjenih omemb svetega stebra Irminsula, pomembnega in skrivnostnega dela germanskega poganstva. Njegovo uničenje je opisano kot ena od zmag proti nefrankovskim in nekrščanskim barbarom. Nerevidirano besedilo Letopisov ne omenja porazov Karla Velikega na primer v bitki na prelazu Roncevaux leta 778, kasneje dramatizirani v Rolandovi pesmi, in v bitki pri Süntelu leta 782.
Bitka pri Süntelu je v Letopisih prikazana kot zmaga in ne popoln poraz v bitki s Sasi. Izpuščena so tudi zarota Pipina Grbastega proti Karlu Velikemu iz leta 792 in vsa morda napačna ravnanja Karla Velikega. Revidirano besedilo vključuje tudi te dogodke, hkrati pa ohranja pozitiven ton do cesarja, predstavljenega kot neprekosljivega voditelja v bitki.
Letopisci redkokdaj opisujejo Ludvika Pobožnega, sina Karla Velikega, kako sodeluje v bitkah, ampak raje opisujejo, kako se pogaja za mir. Nasprotje med njim ter njegovim očetom in starim očetom je očitno. Medtem ko so bili prejšnji kralji neomajne osebnosti, v revidirani izdaji upodobljeni kot boljši od svojih sovražnikov tudi v porazu, je Ludvik mož, ki moč vojske usmerja drugam. Ludvik je prikazan precej podobno kot prejšnji merovinški kralji. Karlu Velikemu in njegovim možem so pomagali čudeži, do zmag pa ga je vodila Božja milost. Ludvika je obkrožalo več slabih znamenj, kot je bilo znamenje v zvezdah, ki naj bi napovedovalo poraz njegove vojske proti grofu Aizu  in nenadno zrušitev lesene arkade na nad njim leta 817.
Sklicevanja na osupljive naravne pojave, nenavadne dogodke in čudeže postajajo vse pogostejša v zapisih za 9. stoletje. Poleg astronomskih nenavadnosti, kot so mrki, se začne pojavljati nadnaravno tudi v skoraj  obrednih letnih obvestilih o sicer rednih prihodih Božiča in Velike noči. Eno od poročil za leta 823 omenja, da je nebeški ogenj uničil skoraj dva ducata vasi, medtem ko naj bi istočasno neimenovano dekle začelo triletni post.
Scholz meni, da je ta preokupacija odraz vere v Božjo voljo in nadzor nad zgodovino. Veliko slabših znamenj se pojavlja vzporedno z naraščajočim nezadovoljstvom z Ludvikom Pobožnim, ki se je takoj po koncu Letopisov prelilo v državljansko vojno med njim in njegovimi sinovi. Pomembno vlogo ima tudi božansko posredovanje preko relikvij svetnikov. Omenjena sta Hilduinov  prenos relikvij svetega Sebastijana v opatijo svetega Medarda in Einhardov prevoz relikvij svetega Marcelina in Petra v Francijo.
Podrobnejši opis Einhardovega pridobivanja relikvij obstaja v njegovem Prevodu in Čudežih Marcelina in Petra. Poleg tega je edino v Letopisih Frankovskega kraljestva  in Einhardovih letopisih  potrdilo o obstoju slona Karla Velikega z imenom Abdul-Abbas. Slona in druga darila je dobil Karel Veliki od abasidskega kalifa Haruna al-Rašida, kar dokazuje poskus oblikovanja abasidsko-karolinškega zavezništva, ki je sicer površno dokumentirano.